# Contratto a favore di terzo
Il contratto a favore di terzi è un istituto giuridico, di diritto italiano, disciplinato dagli articoli 1411, 1412 e 1413 del c.c. Esso ricorre quando una parte (lo stipulante) designa un terzo come avente diritto alla prestazione cui è obbligato il promittente.
In sostanza, il terzo acquista il diritto alla prestazione verso il promittente e lo stipulante può modificare o revocare l'attribuzione a favore del terzo, fino a quando costui non dichiara di volerne approfittare. Vista la relatività del contratto, la figura del contratto a favore di terzo è dunque utilizzabile ogni volta in cui produce per il terzo effetti favorevoli semplici, cioè quando attribuisce al terzo facoltà o poteri: non è utilizzabile quando gli impone oneri od obblighi (per questo il contratto a favore del terzo non può attribuire a quest'ultimo diritti di proprietà o usufrutto, visti gli oneri connessi a tali posizioni giuridiche). 

## Relatività del contratto
Nell'ordinamento giuridico italiano è previsto il principio della relatività del contratto, a tenore del quale il contratto ha forza di legge fra le parti e non produce effetti rispetto ai terzi, se non nei casi stabiliti dalla legge. Ciò in quanto il contratto è un autoregolamento d'interessi per il tramite del quale le parti disciplinano la propria sfera patrimoniale e personale. 
Tuttavia, se la convenzione realizza anche effetti favorevoli verso un terzo, non c'è ragione di impedirglielo, fatta salva però la facoltà del terzo di rinunciarvi.
Diversa dal contratto a favore di terzo è la rappresentanza diretta, in quanto la designazione del terzo non implica mai una gestione per conto del designato.
È poi necessario che lo stipulante abbia un interesse che giustifichi l'attribuzione al terzo: tale interesse è la causa del contratto ed è diverso dall'interesse del terzo quale creditore della prestazione (art. 1174). 
Se la causa manca o è illecita, la disposizione favorevole al terzo è nulla, mentre resta fermo il rapporto fra stipulante e promittente: la prestazione sarà infatti dovuta allo stipulante, come nel caso in cui egli revochi la stipulazione in favore del terzo o il terzo stesso la rifiuti.

## Disciplina
Il terzo acquista dunque il diritto alla prestazione come effetto diretto del contratto: l'acquisto è provvisorio perché può essere rimosso dalla revoca dello stipulante o dal rifiuto dello stesso terzo. 
Rifiuto, modifica e revoca sono negozi unilaterali e recettizi: il rifiuto dismette l'attribuzione dello stipulante e gli va comunicato; la revoca e la modifica vanno comunicate al terzo in quanto lo privano di una posizione attribuitagli. Revoca e rifiuto cancellano retroattivamente l'acquisto del terzo e attribuiscono il diritto allo stipulante (salvo patto contrario o salvo il caso che la natura personale della prestazione impedisca che la prestazione stessa resti a vantaggio dello stipulante).
Con l'accettazione il diritto viene definitivamente acquistato dal terzo il quale comunque non diviene parte del contratto: la titolarità del diritto resta infatti distinta dalla titolarità del contratto come rapporto, perciò se  il promittente è inadempiente, il terzo può avvalersi dell'esecuzione forzata in forma specifica e del risarcimento del danno; non può invece usare rimedi fondati sul contratto, che restano riservati allo stipulante. 
È  poi allo stipulante che spetta l'azione di adempimento, in quanto è a lui che resta la pretesa all'esecuzione del contratto a favore del terzo. 
Anche il promittente, essendo parte, può avvalersi dei rimedi contrattuali e può opporre al terzo le eccezioni fondate sul rapporto.